# Первомайское (Курская область)
Первомайское — село в Поныровском районе Курской области России. Административный центр Первомайского сельсовета.

## География
Расположен на реке Полевая Снова.

## История
В 1963 году Указом Президиума Верховного Совета РСФСР село Никольское переименовано в Первомайское.
Согласно Закону Курской области от 21 октября 2004 года № 48-ЗКО Первомайское возглавило муниципальное образование «Первомайский сельсовет».

## Население
| 2010 |
| ---- |
| 234  |

Национальный состав
Согласно результатам переписи 2002 года, в национальной структуре населения русские составляли 98 % из 298 человек.
Гендерный состав
В 2010 году в Первомайском проживали 234 человека — 121 мужчина и 113 женщин (51,7 % и 48,3 % соответственно).

## Инфраструктура
Первомайская основная общеобразовательная школа.
Администрация поселения.

## Транспорт
Доступен автомобильным транспортом.
Находится на автодороге межмуниципального значения 38Н-540 «Поныри — Первомайское» (Постановление Администрации Курской области от от 28 июля 2006 года N 76 с изменениями на 16 сентября 2020 года «Об утверждении Перечня автомобильных дорог общего пользования регионального и межмуниципального значения Курской области»).